# Alchemik (powieść)
Alchemik (port. O alquimista) – powieść Paula Coelho wydana w 1988 w Rio de Janeiro przez Rocco; powieść na język polski przełożyli Barbara Stępień i Andrzej Kowalski (1995).
W Polsce funkcjonuje jako lektura uzupełniająca. Powieść jest także dostępna w formie audiobooka (czyta Ksawery Jasieński).
Analizie utworu poświęcona jest rozmowa-rzeka Wojciecha Szczawińskiego z Wojciechem Eichelbergerem Alchemia Alchemika, którą wydało wydawnictwo Drzewo Babel w 2001.

## Fabuła
Książka opowiada historię pasterza o imieniu Santiago, wędrującego ze swoim stadem owiec po Andaluzji. Miał on zostać księdzem, ale porzucił naukę dla podróżowania. Jest zakochany w dziewczynie z miasta. Miewa on powtarzający się sen o zakopanym gdzieś przy egipskich piramidach skarbie. Gdy przychodzi do jakiegoś miasteczka sprzedać wełnę udaje się do Cyganki, która mówi mu, że powinien iść do Egiptu szukać skarbu. Zawiedziony radami Cyganki udaje się na spacer po mieście. Spotyka starca, który przedstawia się jako król Salem. Król zachęca go do podróży do Egiptu. Twierdzi również, że każdy człowiek ma swoją Własną Legendę, czyli jakąś życiową misję, która powinna być zrealizowana, choćby za cenę największego poświęcenia. Santiago wyrusza w podróż. Po dotarciu do Afryki zostaje okradziony. Po drodze pracuje u sprzedawcy kryształów. Ma zamiar wracać, nie robi tego jednak i nadal pragnie iść do Egiptu. Po licznych perypetiach i spotkaniu tytułowego alchemika, uczy się co tak naprawdę znaczy życie; że wszystko jest połączone. Rozmawia z Duszą Świata, przemienia się w wiatr. Poznaje również miłość swojego życia - Fatimę, której zapach kiedyś przywiał do niego podmuch. Po dotarciu do piramid okazuje się, że skarbu wcale tam nie ma. Dopiero tam uświadomił sobie, gdzie rzeczywiście znajduje się skarb. Odnalazłszy go wraca do swej wybranki.